# Gordonia spathulata
Gordonia spathulata är en tvåhjärtbladig växtart som först beskrevs av Clarence Emmeren Kobuski, och fick sitt nu gällande namn av Hsüan Keng. Gordonia spathulata ingår i släktet Gordonia och familjen Theaceae. Inga underarter finns listade i Catalogue of Life.